# Grünflächenkataster
Ein Grünflächenkataster verwaltet den Bestand an (meist) kommunalen Grünflächen. Dazu gehören Parks, Grünanlagen und zum Teil auch Spielplätze. Es ist meist mit einem kommunalen Geoinformationssystem gekoppelt.
Im Grünflächenkataster werden (zumeist) folgende Daten erfasst
- lagegenauer Standort von Bäumen und/oder Sträuchern
- lagegenauer Standort von Beeten und Rasenflächen
- Sachdaten wie z. B.
  - Pflanzenart
  - Pflanzdatum
- Pflegemaßnahmen

Da die Kommunen für die Verkehrssicherheit (wozu auch z. B. die Standsicherheit von Straßenbäumen gehört) der öffentlichen Flächen verantwortlich sind, sind Grünflächenkataster notwendige Werkzeuge, um dieser Aufgabe nachkommen zu können.